# رادیاتور (خنک‌کاری موتور)

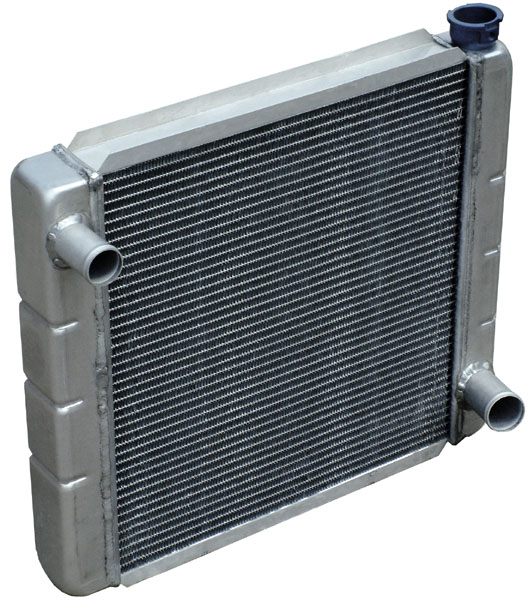
یک رادیاتور (خنک‌کننده) خودرو

رادیاتور یک مبدل حرارتی است که برای خنک‌کردن موتورهای درون‌سوز استفاده می‌شود و عمدتاً در خودروها مورد استفاده است ولی در انواع موتور دیزل، هواپیما، قطار دیزلی، موتور سیکلت، دیزل ژنراتور و هر وسیله‌ای که با سامانه مشابه کار می‌کند؛ کاربرد دارد.
عمدتا اتصال رادياتور به موتور خودرو از طريق "جنت" يا همان شلنگ پلاستيكي انجام مي شود.

## نحوه کار
رادیاتور (خنک‌کننده موتور) عمدتاً با گردش یک مایع (عمدتاً آب) درون موتور از میان مجراهای بلوک سیلندر حرارت موتور را گرفته و آب گرم به قسمتی لوله لوله از رادیاتور پمپ شده و با انتقال حرارت با هوا آب دوباره خنک شده و به مجرای موتور پمپ می‌شود چرخه دوباره ادامه می‌یابد.
در صورتی که دمای موتور به این روش کاسته نشود فن مکانیکی روشن می‌شود که از دمای آب در گردش می‌کاهد.
همچنین برای بالا بردن دمای جوش آب و پایین بردن دمای انجماد آب از ضد یخ استفاده می‌شود.